# آرزددی آرنا
آرزددی آرنا (به انگلیسی: RZD Arena) یک ورزشگاه فوتبال است که در شهر مسکو، پایتخت روسیه قرار دارد. این ورزشگاه میزبان بازی‌های خانگی باشگاه فوتبال لوکوموتیو مسکو است و در مرحلهٔ مقدماتی جام جهانی فوتبال ۲۰۱۰ نیز مسابقات تیم ملی فوتبال روسیه در این ورزشگاه برگزار می‌شد. در ۵ اوت ۲۰۱۷ باشگاه فوتبال لوکوموتیو مسکو اعلام کرد که نام ورزشگاه از لوکوموتیو به آرزددی آرنا تغییر کرد.

## نگارخانه

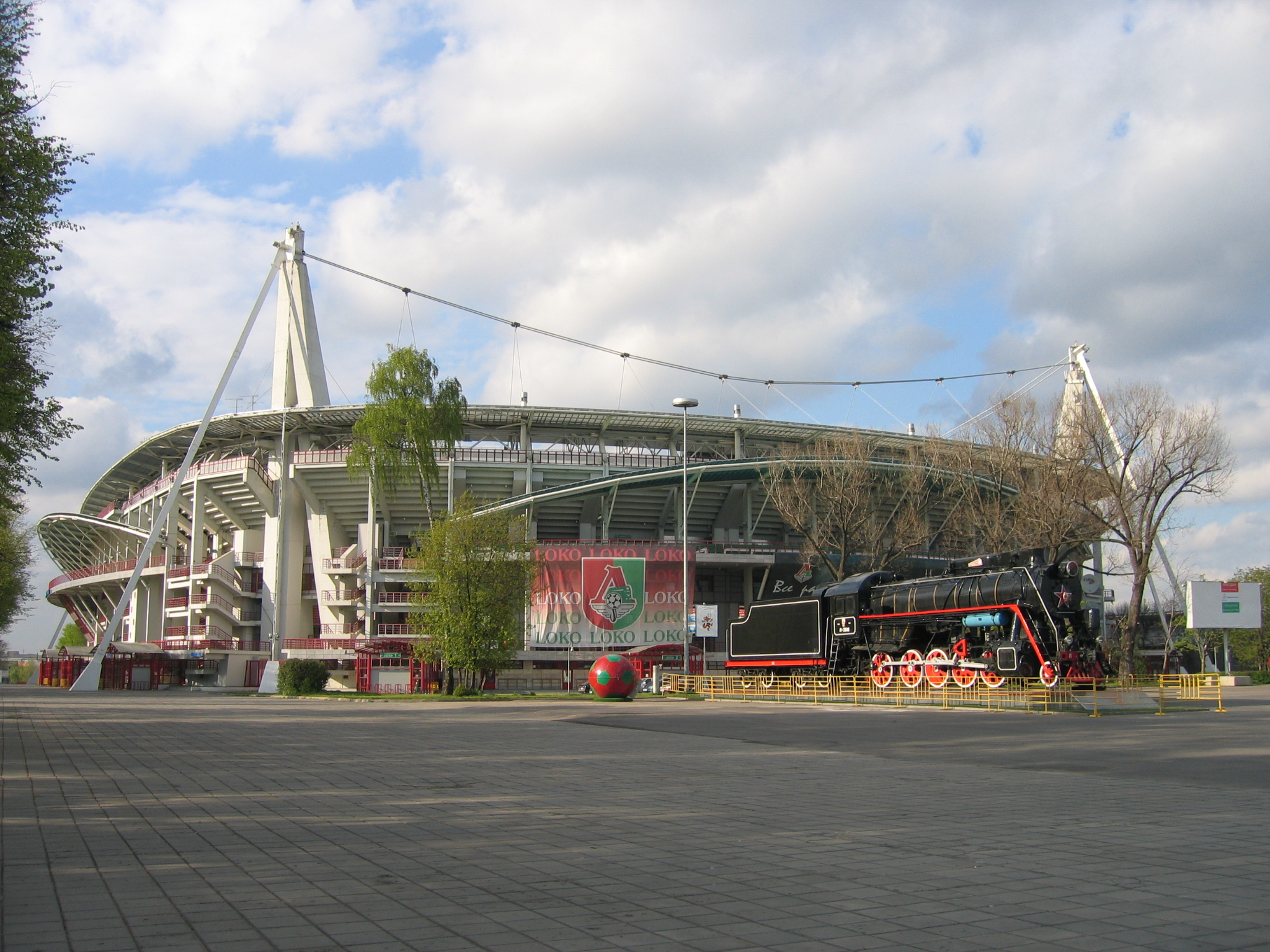
نمای بیرونی ورزشگاه در سال ۲۰۰۷
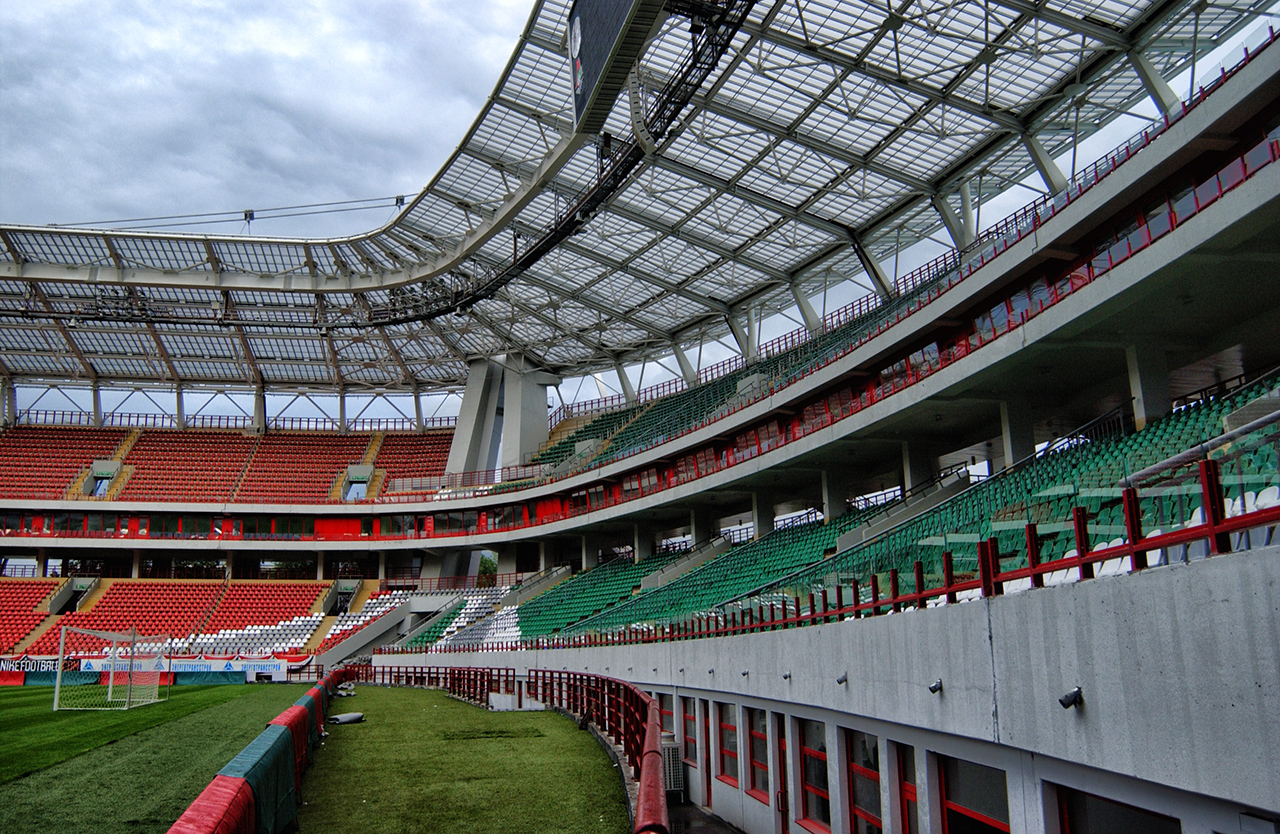
نمایی از درون ورزشگاه
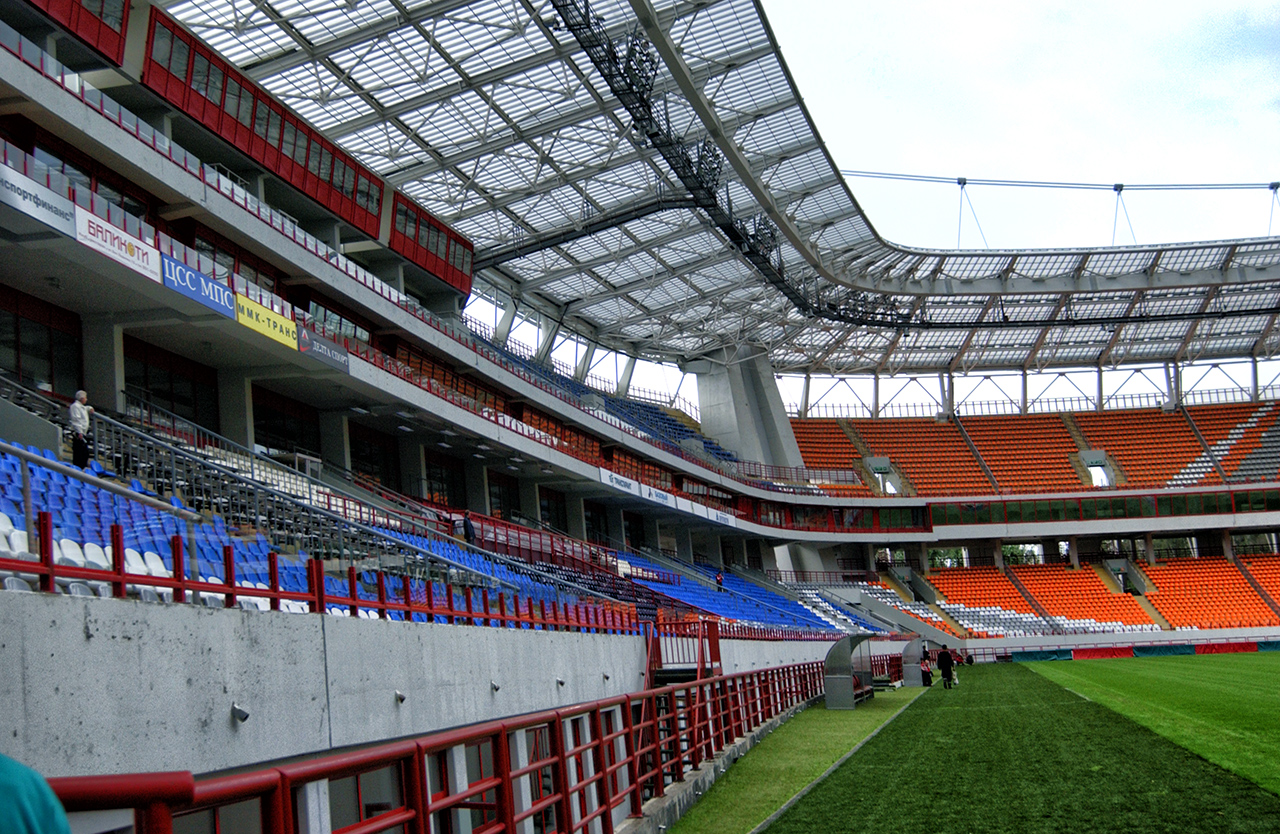
نمایی از درون ورزشگاه
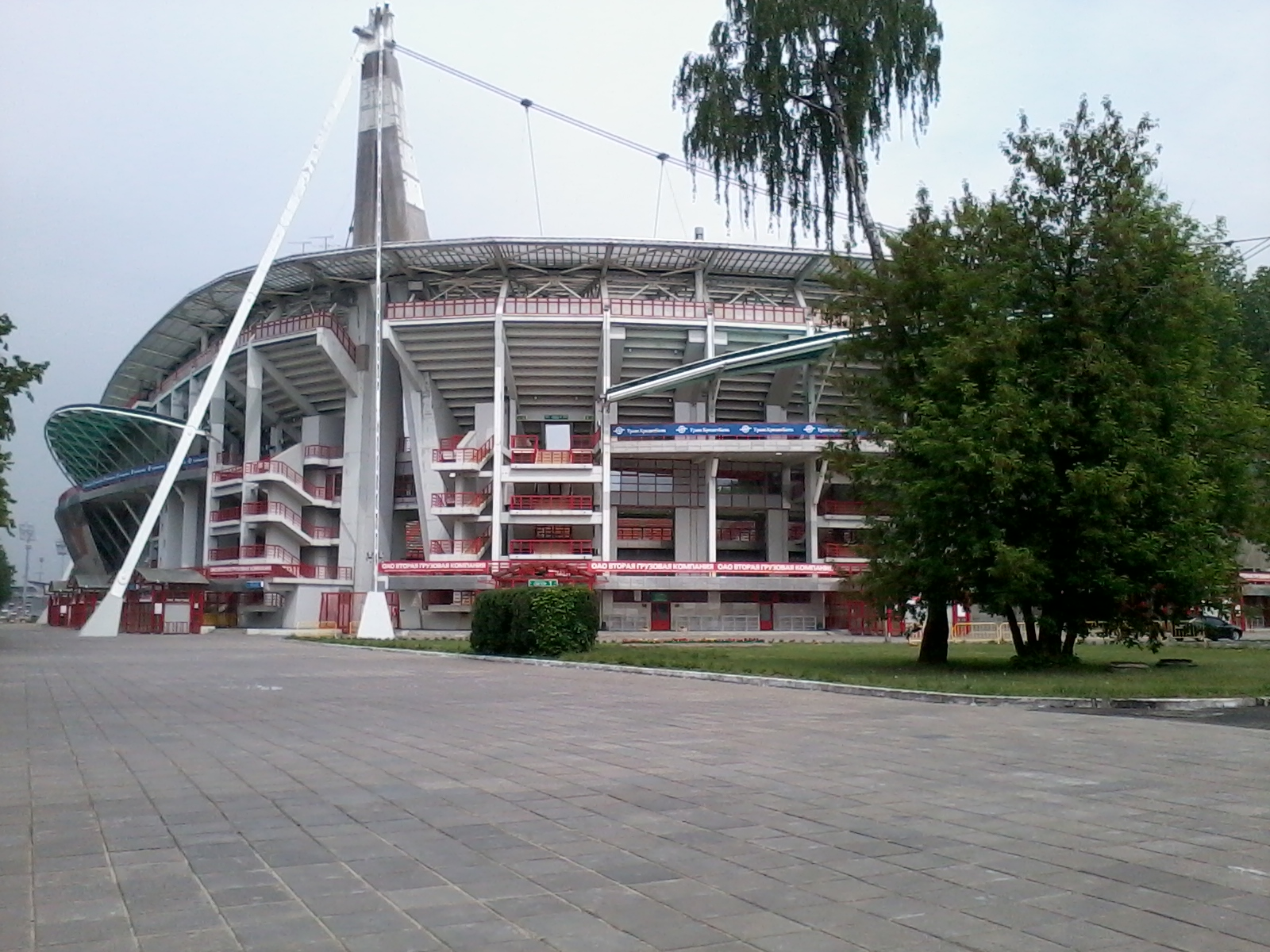
نمایی از بیرون ورزشگاه در سال ۲۰۱۲